# アレクサンダー・アルボン
- アレキサンダー・アルボン
- アレックス・アルボン

アレクサンダー・"アレックス"・アルボン・アンスシン（Alexander "Alex" Albon Ansusinha, タイ語: อเล็กซานเดอร์ อัลบอน อังศุสิงห์ 1996年3月23日 - ）は、イギリス・ロンドン出身でタイ国籍のレーシングドライバー。
マスメディアによっては「アレキサンダー・アルボン」「アレックス・アルボン」と表記する場合もある。

## 私生活
アルボンはイングランドのロンドン生まれで、イギリス人の元レーシングドライバー、ナイジェル・アルボンとタイ人女性実業家、カンカモル・アルボンとの間に生まれた。
父のナイジェルは過去にBTCCやポルシェ・カレラカップへ参戦した経歴がある。宗教は主に上座部仏教を信仰している。

## 経歴

### カート
8歳を迎えた2005年より、カートを始めキャリアをスタートさせた。地元のレースへ参加しその腕を磨き、ホッデスドンのカート選手権では優勝を果たす。2006年には、「カートマスターズ・ブリティッシュ・グランプリ - カマー・カデット」でタイトルを獲得。「スーパー1・ナショナル・ホンダ・カデット・チャンピオンシップ（Super 1 National Honda Cadet Championship）」では2006年に優勝、翌年の2007年はランキング2位を記録した。2008年から2010年まではKF3（KF3）カテゴリーでレースに参戦した。この3年間には、「カートマスターズ・ブリティッシュ・グランプリ - KF3」「フォーミュラ・カート・スターズ・チャンピオンシップ（Formula Kart Stars Championship）」「KF・ウィンター・シリーズ」「スーパー1・ナショナル・KF3・チャンピオンシップ」「CIK-FIA ワールド・カップ」「CIK-FIA ヨーロピアン・チャンピオンシップ」など複数の大会で総合優勝を果たす。
2011年にはKF1（KF1）へステップアップし、「WSK・ユーロ・シリーズ」「CIK-FIA 世界カート選手権」で総合2位の成績を残した。

### フォーミュラ・ルノー2.0

#### EPIC・レーシング (2012年)
2012年からはカートレースを離れ、シングルシーターデビューを果たすこととなった。EPIC・レーシングより「フォーミュラ・ルノー2.0 ユーロカップ・シリーズ」へ参戦する。ケヴィン・ジョヴェディ、コンスタンティン・テレシチェンコ、ケヴィン・ヨルク、デニス・ヴュストホーフ、クリストフ・フォン・グリュニゲン等とチームメイトとなった。シーズンを通じ、ポイントを獲得することができずランキングも38位と下位へ沈んだ。

#### KTR (2013年-2015年)
2013年は、KTR（KTR）から2年目の「ユーロカップ・フォーミュラ・ルノー2.0」がスタート。チームメイトは、金丸ユウとイグナツィオ・ダゴスト。シーズン成績は総合16位で、22ポイントを獲得した。オーストリアで行われた第4戦レッドブル・リンク・レース1で初のポールポジションを獲得する。決勝レースではファステストラップも記録した。翌年もチームに残留し、グレゴア・ラムセイ、ジュール・グーノン、キャラン・オキーフがチームメイトとなった。表彰台圏内を含む入賞11回を記録、第4戦ニュルブルクリンク・レース1ではポールポジションを獲得している。総合3位（117ポイント）の好成績でシーズンを終えた。

### ヨーロピアン・フォーミュラ3
2015年は、「ヨーロッパ・フォーミュラ3」へスイッチする。シグナチュールから参戦し、ドリアン・ボッコラッチがチームメイトとなった。第6戦ノリスリンク・レース2とレース3にて、2度のポールポジションを獲得。5度の表彰台圏内フィニッシュなど、合計で187ポイントを稼ぎ出した。総合ランキングでも7位に入り好調なシーズンを送った。

### GP3シリーズ
2015年12月、アルボンはARTグランプリより「GP3シリーズ」のポストシーズンに開催されたテスト走行へ参加する。その後、翌年のシーズンへ同チームからの参戦が決定する。チームメイトは、シャルル・ルクレール、福住仁嶺、ニック・デ・ブリーズ。シーズン4勝をマークして、年間タイトルを獲得したルクレールに次ぐ総合2位で終えた。

### FIA フォーミュラ2選手権
2017年2月、ARTグランプリと再びタッグを組み「FIA フォーミュラ2・シリーズ」への参戦が発表される。チームメイトは、当時マクラーレンの開発ドライバーも兼務していた松下信治。
開幕戦のバーレーンでは、フィーチャーレースを9番グリッドからスタート、順位を上げて6位でフィニッシュした。スプリントレースは3番グリッドから7位でチェッカーを受けた。
スペインのカタロニア・サーキットで開催された第2戦、フィーチャーレースは5番グリッドからの5位フィニッシュ。スプリントレースは4番グリッドから8位で終えた。チームメイトの松下はこのレースで今シーズン初勝利を果たした。
続くモナコグランプリでは、予選をグループBからスタートした。その中で1分19秒321を記録しグループ首位、全体の2番手タイムとなりフィーチャーレースのフロントローを獲得した。レースでは2つ順位を下げ4位完走。スプリントレースは5番手スタートから1つ順位を落とし6位となった。
第4戦はアゼルバイジャンのバクーで開催された。アルボンは直前のトレーニング中に怪我を負って欠場した。ルノーでリザーブドライバーを務めていたセルゲイ・シロトキンが代役で出場した。
オーストリアのレッドブル・リンクで行われた第5戦から復帰した。フィーチャーレースで5位入賞、迎えたスプリントレースでは2位に入りF2で初めての表彰台獲得となった。
その後は入賞圏外で終えるレースもあったものの、シーズンを通じて表彰台2回（2位2回）の計86ポイントを獲得した。総合順位は10位であった。

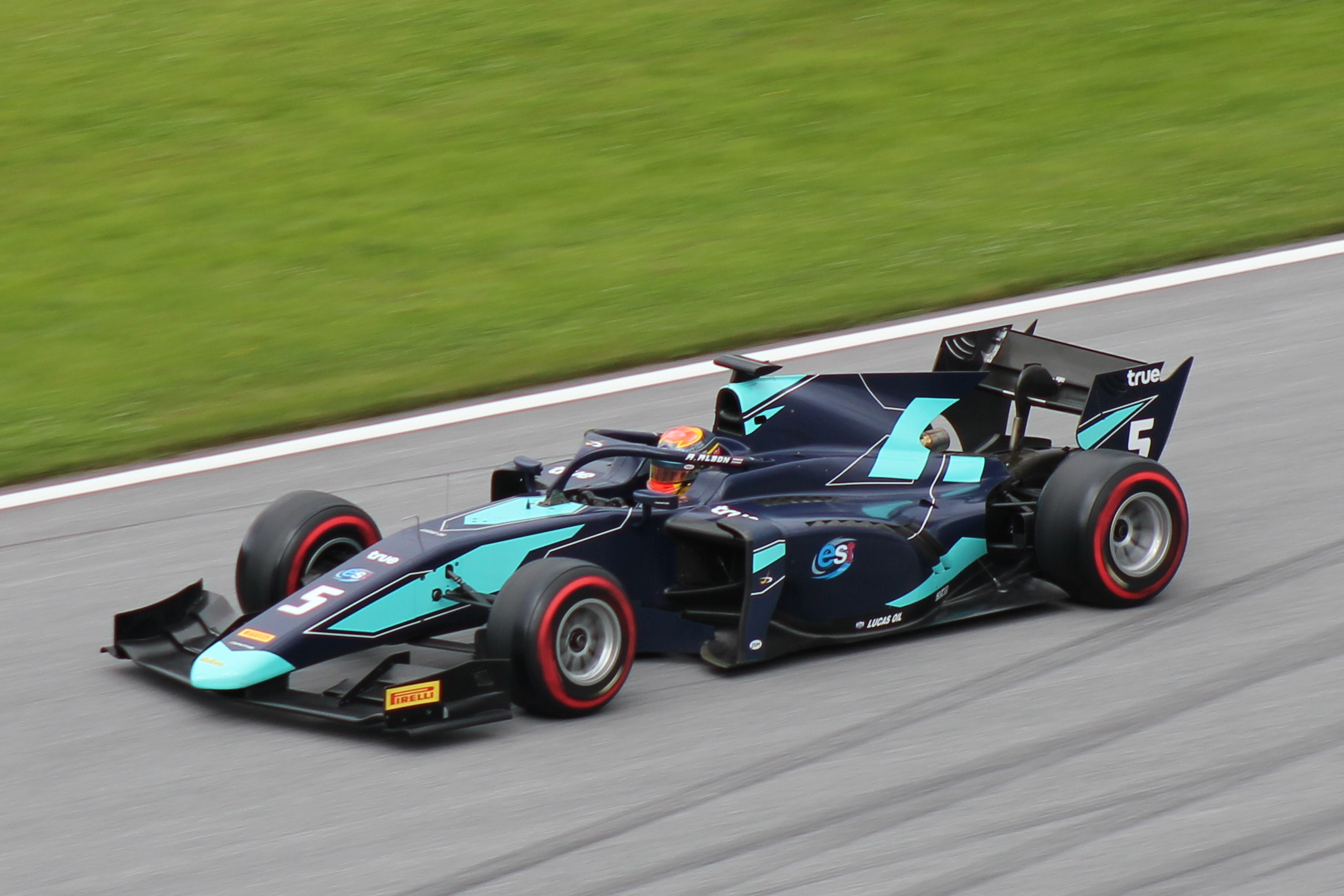
F2参戦時のアルボン（2018年）

2018年シーズンはDAMSへ移籍。チームメイトはニコラス・ラティフィとなった。バクーのフィーチャーレースで初優勝を飾るなど、その後もコンスタントにポイントを重ねて優勝4回、表彰台8回を記録。合計212ポイントを獲得して総合3位と躍進のシーズンとなった。

### フォーミュラE
2018年9月20日、ニッサン・e.damsはアルボンとセバスチャン・ブエミを2018-19年シーズンのレギュラードライバーとして正式契約したと発表した。しかしF1に参戦しているレッドブルがニッサンとの契約解除を求める交渉を進め、11月26日に契約解除を了承する形で話がまとまった。

### F1

#### 2019年

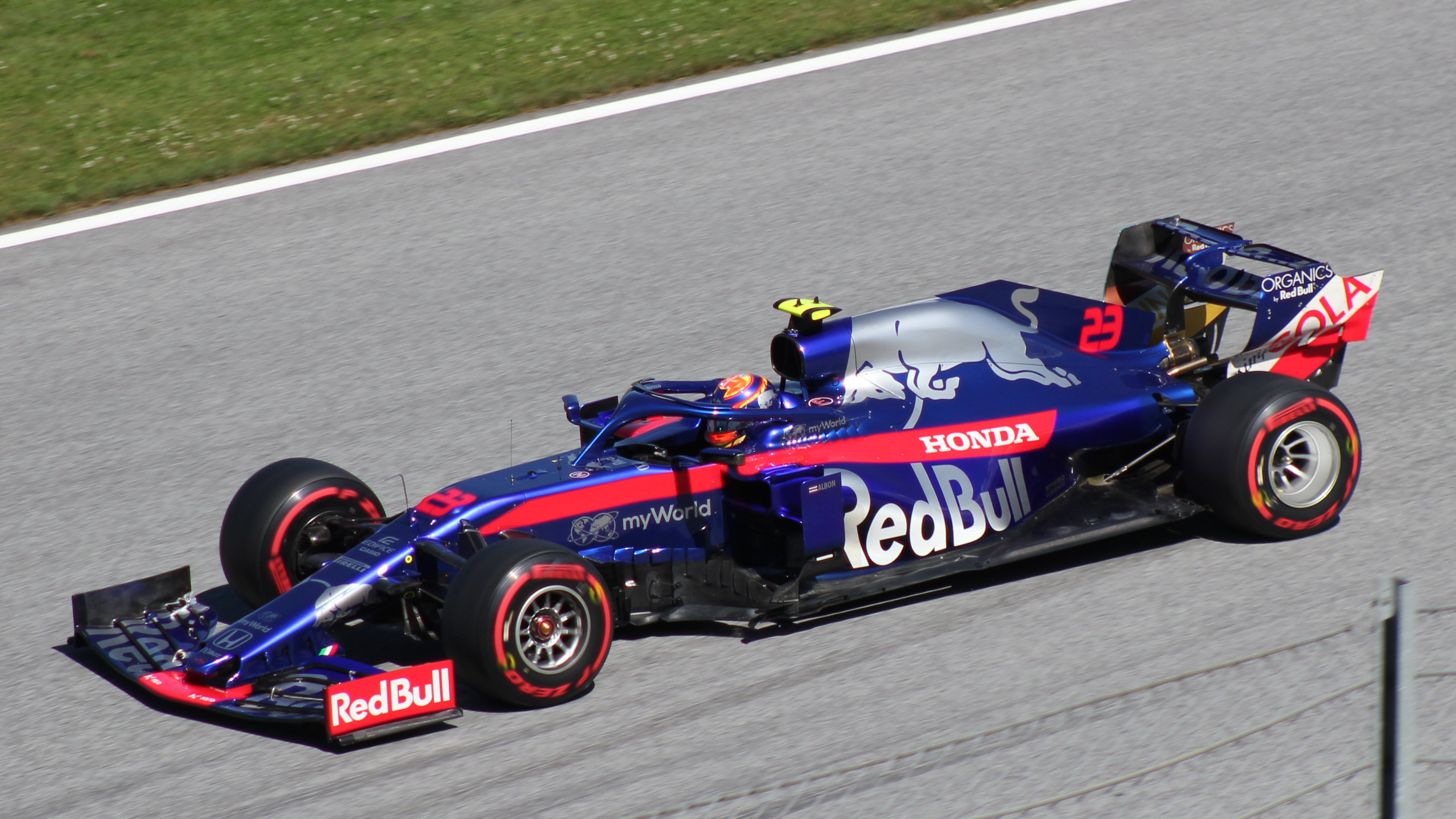
2019年オーストリアGP

2018年11月26日、前述の契約解除と同時にトロ・ロッソから翌年のレギュラードライバーとして契約したことを発表。1955年のプリンス・ビラ以来64年ぶりのタイ人F1ドライバーとなる。カーナンバーは「23」を選択した。チームメイトはこの年より古巣復帰のダニール・クビアト。
2019年第2戦バーレーンGPでF1キャリア初となる9位入賞を果たした。第3戦ではFP3でのクラッシュによりピットレーンスタートを余儀なくされたが、1ストップ作戦を成功させて10位入賞し、ドライバー・オブ・ザ・デイに選出。そして、第6戦でキャリア初のQ3進出を達成。前半戦の成績はチームメイトのクビアトと同程度の数字を記録していた。
その折、前半戦でチームメイトのフェルスタッペンに歯が立たなかったピエール・ガスリーとシート交換してベルギーGP以降をレッドブルで走ることが発表された。
元々、ガスリーについてはサマーブレイク前の第12戦までに特筆する結果を出せなければ来季のシートが厳しい見方があった。その為、ガスリー降格よりもアルボン昇格が周囲を驚かせた。今までレッドブルに昇格したドライバーで出走回数が最少なのはクビアトの19戦、最長はダニエル・リカルドの50戦。シーズン途中で昇格したマックス・フェルスタッペンでさえも決定時点でも23戦であった。これらの前例もふまえて時期尚早という見方が大勢であった。
レッドブルチームのコメントのように、今後のフェルスタッペンのチームメイトを見定める流れの一環であった。一方でアルボンからすれば、今後のキャリアを大きく左右するため、後半戦で真価が問われると予想された。ところが、フェルスタッペンが接触によりリタイヤを喫したベルギーGPや日本GPなどで堅実にポイントを獲得。特に後者においては予選Q3でフェルスタッペンと同一タイムをたたき出す等の結果を残した。そのため、第19戦アメリカGP後に翌年もレッドブルから継続参戦する事が発表された。ブラジルGPでは大波乱のレースをフェルスタッペンと同じく終盤まで乗り切り、初表彰台が確実とされていた中で後続を走っていたルイス・ハミルトンに追突されてスピンを喫し、レッドブル昇格後初めてポイント圏外の14位でレースを終えた。しかし、このアクシデント以外はレッドブル移籍後の全戦で6位以内で完走を果たしてガスリーを上回る成績を記録。2019年ルーキー・オブ・ザ・イヤーを受賞した。

#### 2020年

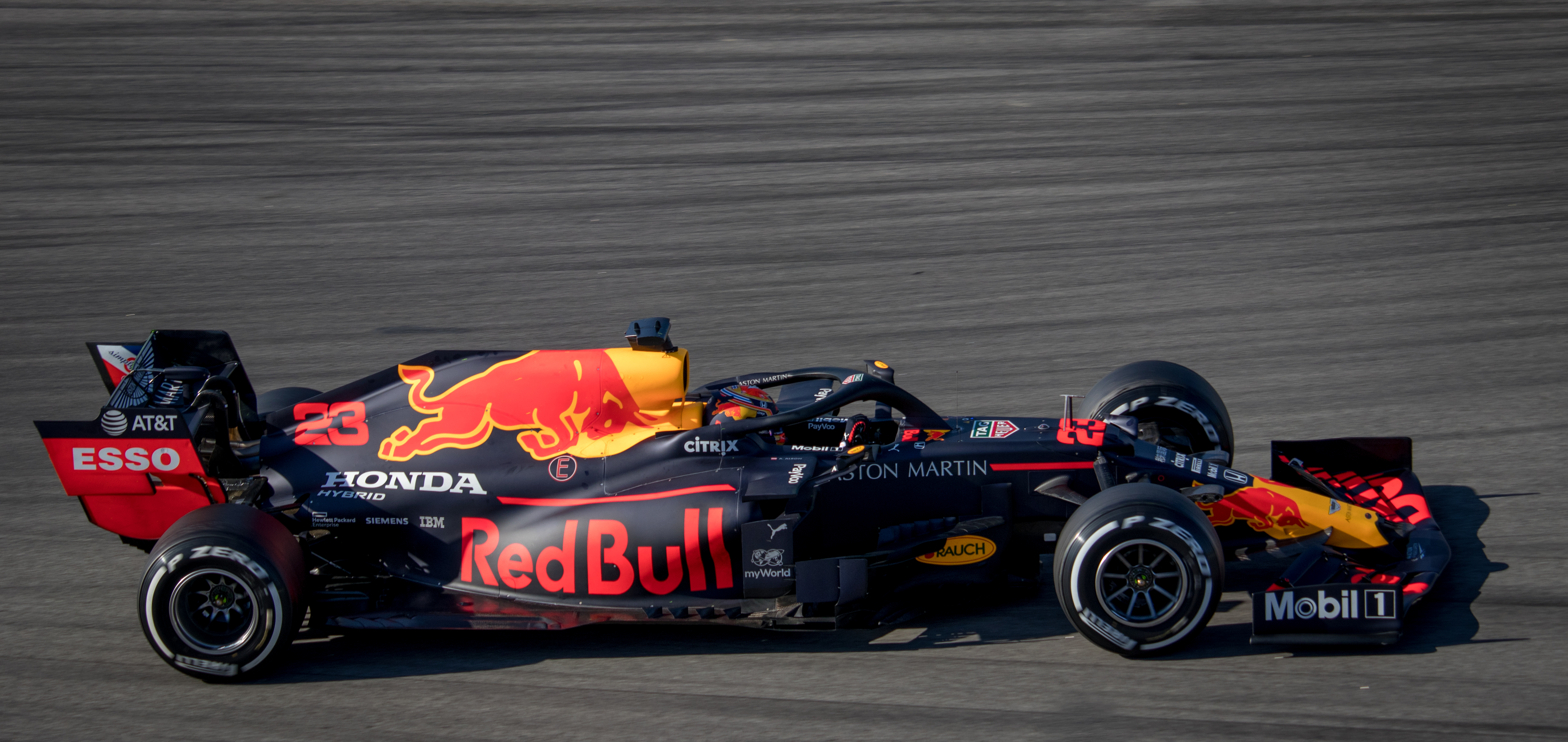
カタロニア・サーキットで行われたプレシーズンテストにて

レッドブルから参戦でキャリア2年目。カタロニア・サーキットで開催されたプレシーズンテストでは、20番手のタイムだった。
2019新型コロナウイルスの世界的流行の影響により、レースの中止や延期が相次いだが、変則的なシーズンで開幕することが決定。開幕戦となったオーストリアGPでは、チームメイトのマックス・フェルスタッペンがリタイアする中、セーフティーカーのタイミングも味方し、3番手へ浮上。3度目のセーフティーカー明けに2番手のルイス・ハミルトンに仕掛けるが、接触されコースアウトしてしまう。その後、レースには復帰するものの、PUの電気系トラブルによりリタイア（記録上は13位完走扱い）でレースを終えた。
前年のガスリーと同様にマシンのナーバスなリヤの挙動をカバ―できない状況やフェルスタッペンのチームメイトであることの難しさも影響し、苦戦する結果となった。また、苦戦している姿から2021年のシートについて不安視する声も多かった。
第9戦トスカーナGPでは、4番手グリッドを獲得。決勝では2回の赤旗中断や8台がリタイアするサバイバルレースを生き残り、3位でチェッカーを受けた。自身やタイ人として初、アジア人として4人目のF1表彰台に登った。
第15戦バーレーンGPには、終盤に起きたペレスのマシントラブルにも助けられ、6戦ぶりに3位表彰台へ登った。アジア人が1シーズン複数回の表彰台を獲得したのはアルボンが初。
最終戦の第17戦アブダビGPでは、予選5番手に終わったものの、決勝では3位のハミルトンに2秒以内まで迫る4位入賞でシーズンを終え、シリーズランキングは7位となった。
シーズン終了後の12月18日、レッドブルはレーシング・ポイントを離脱したセルジオ・ペレスの起用、アルボンがテスト兼リサーブドライバーとなると発表した。

#### 2021年
レッドブルのリザーブドライバー兼テストドライバーに就任。
テストドライバーとしてチームのサポートやシーズン中の2022年型18インチタイヤテストも担当し、F1との関係を保ち続けた。一方でアルボンの後任になったペレスの活躍や、インディカーの視察やフォーミュラEへ参戦しているチームからアルボン起用を検討しているコメントしている記事などから、2022年のF1のレギュラーシートは厳しいのではという論調であった。
9月頃からアルボンがウィリアムズもしくはアルファロメオとの交渉を行っているという情報が流れ始め、パワーユニットの機密管理の関係でウィリアムズでの起用は難しいという見方もあったが、9月8日にウィリアムズが2022年シーズンのドライバーにアルボンの起用すると発表。2022年からF1へ復帰することとなった。また、レッドブルとの関係を一旦清算したうえでウィリアムズ所属となることも明かされている。

#### 2022年

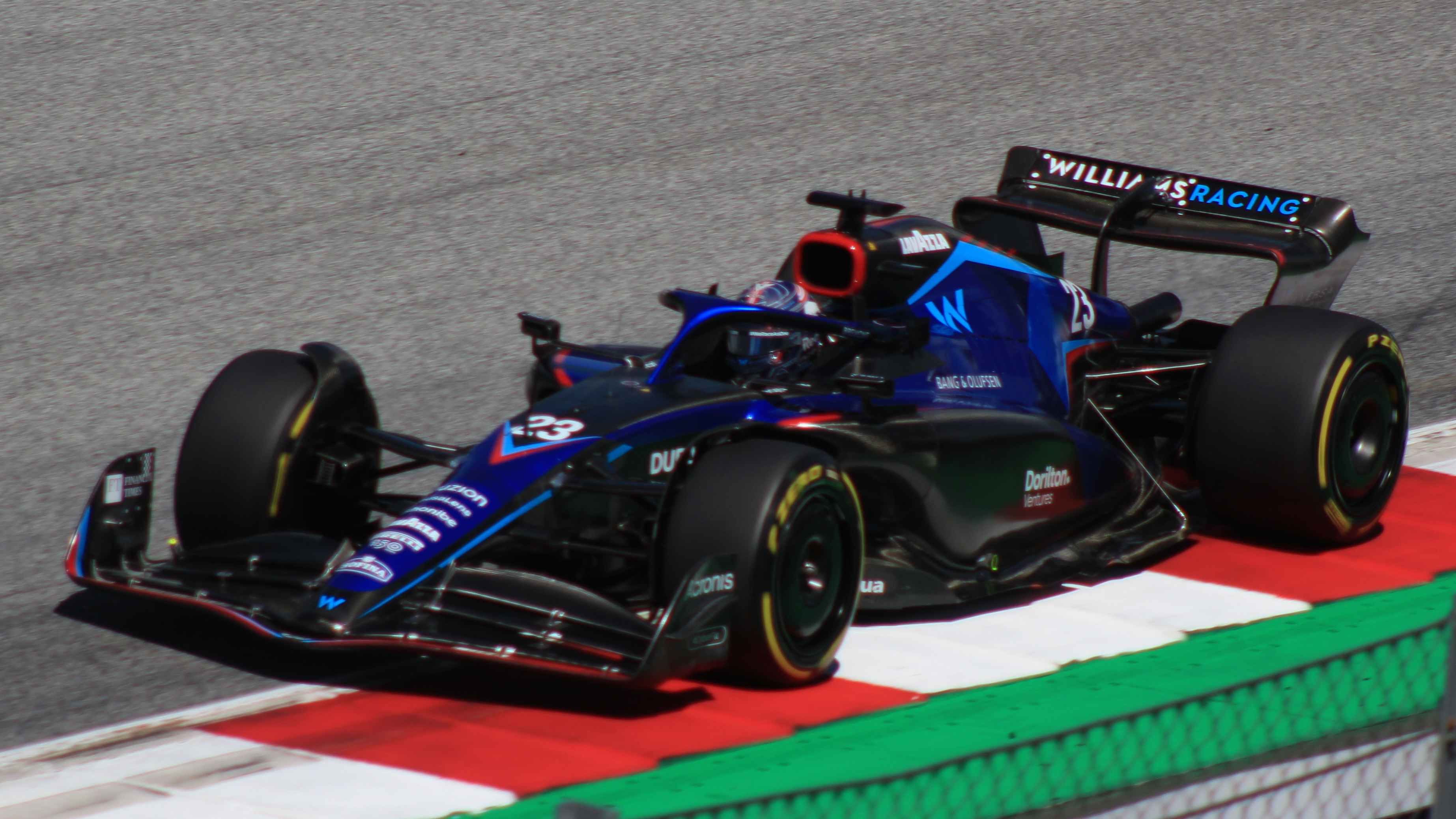
2022年オーストリアGP

自身初のナンバー1待遇を得てウィリアムズから2年ぶりにF1復帰するも、開幕前からマシン性能が厳しい事が見込まれていた。第2戦ではストロールと接触リタイヤし次戦の3グリッド降格処分を受ける。第3戦ではガス欠により予選タイムが抹消され、最後尾スタートが決定。ここでハードタイヤでスタートして最終ラップで規定のタイヤ交換を行う奇策に出て今期初入賞の10位を記録。第4戦ではブレーキ火災により2戦続けて予選タイム抹消となった。18番手スタートから11位完走。しかし、ここまでノーポイントだったアストンマーティンが2台入賞しチームは再び最下位に転落した。イタリアGPを虫垂炎の手術により欠場、手術後に「予期せぬ術後の麻酔合併症で呼吸不全に陥った」と発表され一時はICUで過ごすが翌日には人工呼吸器が取り外され、一日後に退院した。この年はQ3に1回進出、3戦で入賞したもののチームは最下位に終わった。

#### 2023年

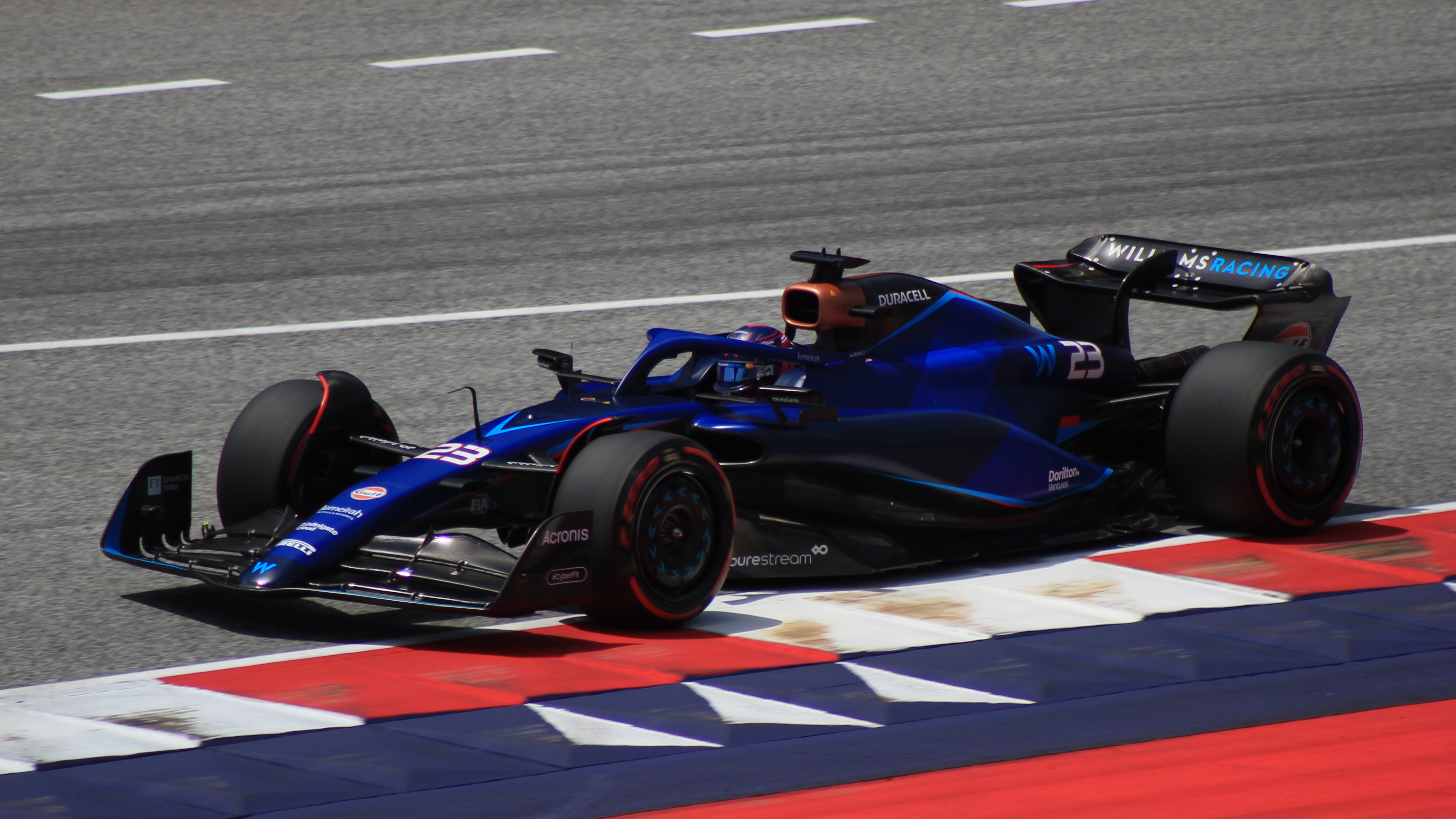
2023年オーストリアGP

去年と同じくウィリアムズから参戦。2023年はマシンの性能の向上により、開幕戦バーレーンGPでは10位入賞し1ポイントを獲得した。第9戦カナダGPでは安定した走りを見せ7位入賞し6ポイントを獲得した。その後も第11戦イギリスGPで8位入賞、第14戦オランダGPで8位入賞、第15戦イタリアGPで7位入賞、第18戦カタールGPスプリントで7位入賞。第19戦アメリカGPでは、ルイス・ハミルトンとシャルル・ルクレールの失格により9位入賞、第20戦メキシコGPで9位入賞と入賞を重ね、27ポイントを獲得しコンストラクターズランキングに大きく貢献している。

#### 2025年
チームメイトはフェラーリから移籍した、同じレッドブルジュニアチーム出身のカルロス・サインツJr.。開幕戦で5位入賞し、同チーム移籍後の最高位を獲得した。

### ドイツツーリングカー選手権

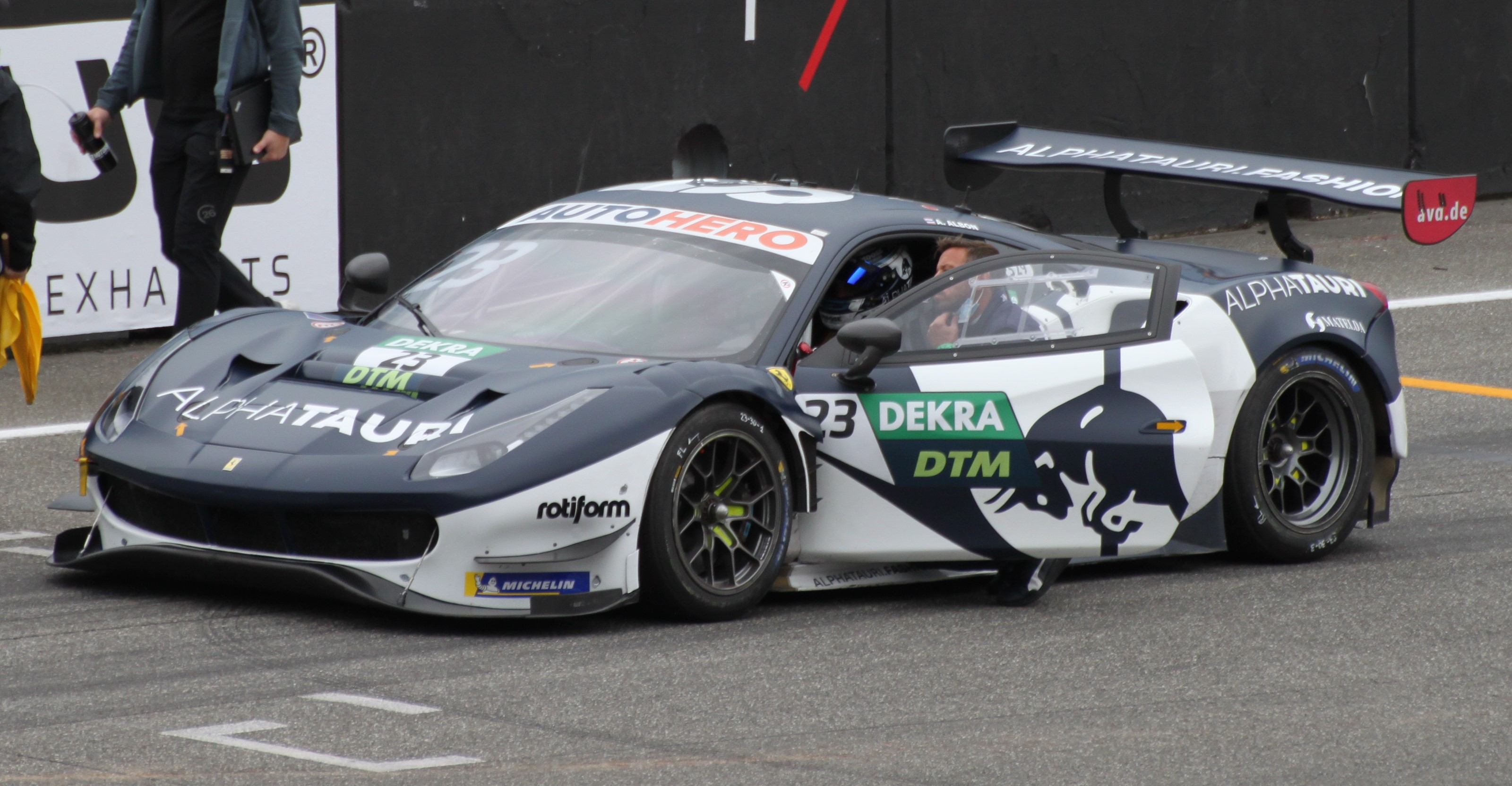
DTM参戦時のアルボン（2021年）

2021年、レッドブル・レーシングのテスト＆リザーブドライバーを務める傍らで、ドイツツーリングカー選手権（DTM）にAFコルセからスポット参戦することを発表、チームメイトはリアム・ローソン、ニック・キャシディ。

## エピソード
- アルボンは以前にレッドブル・ジュニア・プログラムのメンバーとして在籍していたが、2012年に同プログラムから外れていた。これは母のカンカモルが詐欺事件で逮捕[48][49][50]された余波を受けたものであった。
- ヘルメットのデザインが趣味であり、ジョージ・ラッセルや福住仁嶺に自身のデザインを提供した[51]。
- MotoGPのライダー、バレンティーノ・ロッシの大ファンであり、カーナンバー「23」を選んだ理由は「僕はロッシのファンだけど、ザ・ドクターの代わりにはなれない。だから（46番を）半分にしようと思ったんだ」と語っている[14]。

## レース戦績

### 略歴
| 年   | シリーズ                                        | チーム                                     | レース                     | 勝利                       | PP                         | FL                         | 表彰台                     | ポイント                   | 順位                       |
| ---- | ----------------------------------------------- | ------------------------------------------ | -------------------------- | -------------------------- | -------------------------- | -------------------------- | -------------------------- | -------------------------- | -------------------------- |
| 2012 | ユーロカップ・フォーミュラ・ルノー2.0（英語版） | EPIC・レーシング                           | 14                         | 0                          | 0                          | 0                          | 0                          | 0                          | 38位                       |
| 2012 | フォーミュラ・ルノー2.0 アルプス（英語版）      | EPIC・レーシング                           | 14                         | 0                          | 0                          | 0                          | 0                          | 26                         | 16位                       |
| 2013 | ユーロカップ・フォーミュラ・ルノー2.0           | KTR                                        | 14                         | 0                          | 1                          | 1                          | 0                          | 22                         | 16位                       |
| 2013 | フォーミュラ・ルノー2.0 NEC（英語版）           | KTR                                        | 6                          | 0                          | 0                          | 1                          | 1                          | 61                         | 22位                       |
| 2014 | ユーロカップ・フォーミュラ・ルノー2.0           | KTR                                        | 14                         | 0                          | 1                          | 0                          | 3                          | 117                        | 3位                        |
| 2014 | フォーミュラ・ルノー2.0 NEC                     | KTR                                        | 6                          | 1                          | 0                          | 1                          | 2                          | 80                         | 17位                       |
| 2015 | FIA フォーミュラ3・ヨーロピアン選手権           | シグナチュール                             | 33                         | 0                          | 2                          | 1                          | 5                          | 187                        | 7位                        |
| 2015 | マカオグランプリ                                | シグナチュール                             | 1                          | 0                          | 0                          | 0                          | 0                          | N/A                        | 13位                       |
| 2016 | GP3シリーズ                                     | ARTグランプリ                              | 18                         | 4                          | 3                          | 3                          | 7                          | 177                        | 2位                        |
| 2016 | マスターズ・オブ・フォーミュラ3                 | ハイテック・グランプリ（英語版）           | 1                          | 0                          | 0                          | 0                          | 0                          | N/A                        | 5位                        |
| 2017 | FIA フォーミュラ2選手権                         | ARTグランプリ                              | 20                         | 0                          | 1                          | 1                          | 2                          | 86                         | 10位                       |
| 2018 | FIA フォーミュラ2選手権                         | DAMS                                       | 24                         | 4                          | 3                          | 0                          | 8                          | 212                        | 3位                        |
| 2019 | フォーミュラ1                                   | レッドブル・トロ・ロッソ・ホンダ           | 12                         | 0                          | 0                          | 0                          | 0                          | 92                         | 8位                        |
| 2019 | フォーミュラ1                                   | アストンマーティン・レッドブル・レーシング | 9                          | 0                          | 0                          | 0                          | 0                          | 92                         | 8位                        |
| 2020 | フォーミュラ1                                   | アストンマーティン・レッドブル・レーシング | 17                         | 0                          | 0                          | 0                          | 2                          | 105                        | 7位                        |
| 2021 | ドイツ・ツーリングカー選手権                    | アルファタウリ（英語版）・AFコルセ         | 14                         | 1                          | 1                          | 1                          | 3                          | 130                        | 6位                        |
| 2021 | フォーミュラ1                                   | レッドブル・レーシング・ホンダ             | テスト／リザーブドライバー | テスト／リザーブドライバー | テスト／リザーブドライバー | テスト／リザーブドライバー | テスト／リザーブドライバー | テスト／リザーブドライバー | テスト／リザーブドライバー |
| 2021 | フォーミュラ1                                   | スクーデリア・アルファタウリ・ホンダ       | テスト／リザーブドライバー | テスト／リザーブドライバー | テスト／リザーブドライバー | テスト／リザーブドライバー | テスト／リザーブドライバー | テスト／リザーブドライバー | テスト／リザーブドライバー |
| 2022 | フォーミュラ1                                   | ウィリアムズ・レーシング                   | 22                         | 0                          | 0                          | 0                          | 0                          | 4                          | 19位                       |
| 2023 | フォーミュラ1                                   | ウィリアムズ・レーシング                   | 22                         | 0                          | 0                          | 0                          | 0                          | 27                         | 13位                       |
| 2024 | フォーミュラ1                                   | ウィリアムズ・レーシング                   | 24                         | 0                          | 0                          | 0                          | 0                          | 12                         | 16位                       |
| 2025 | フォーミュラ1                                   | アトラシアン・ウイリアムズ・レーシング     | 14                         | 0                          | 0                          | 0                          | 0                          | 54*                        | 8位*                       |

- * : 現状の今シーズン順位。

### フォーミュラ・ルノー2.0 アルプス・シリーズ
| 年                | エントラント     | 1         | 2         | 3         | 4        | 5        | 6       | 7       | 8         | 9       | 10       | 11       | 12      | 13       | 14        | 順位 | ポイント |
| ----------------- | ---------------- | --------- | --------- | --------- | -------- | -------- | ------- | ------- | --------- | ------- | -------- | -------- | ------- | -------- | --------- | ---- | -------- |
| 2012年 （英語版） | EPIC・レーシング | MNZ 1 Ret | MNZ 2 Ret | PAU 1 Ret | PAU 2 10 | IMO 1 10 | IMO 2 6 | SPA 1 8 | SPA 2 Ret | RBR 1 5 | RBR 2 11 | MUG 1 17 | MUG 2 9 | CAT 1 14 | CAT 2 Ret | 16位 | 26       |

- 太字はポールポジション、斜字はファステストラップ。(key)

### ユーロカップ・フォーミュラ・ルノー2.0
| 年                | エントラント     | 1        | 2         | 3        | 4        | 5        | 6         | 7         | 8         | 9        | 10       | 11        | 12       | 13        | 14       | 順位 | ポイント |
| ----------------- | ---------------- | -------- | --------- | -------- | -------- | -------- | --------- | --------- | --------- | -------- | -------- | --------- | -------- | --------- | -------- | ---- | -------- |
| 2012年 （英語版） | EPIC・レーシング | ALC 1 21 | ALC 2 24  | SPA 1 19 | SPA 2 20 | NÜR 1 23 | NÜR 2 Ret | MSC 1 Ret | MSC 2 DNS | HUN 1 17 | HUN 2 24 | LEC 1 19  | LEC 2 24 | CAT 1 Ret | CAT 2 26 | 38位 | 0        |
| 2013年 （英語版） | KTR              | ALC 1 22 | ALC 2 Ret | SPA 1 14 | SPA 2 27 | MSC 1 8  | MSC 2 11  | RBR 1 10  | RBR 2 5   | HUN 1 20 | HUN 2 17 | LEC 1 Ret | LEC 2 17 | CAT 1 Ret | CAT 2 7  | 16位 | 22       |
| 2014年 （英語版） | KTR              | ALC 1 4  | ALC 2 9   | SPA 1 4  | SPA 2 37 | SIL 1 11 | SIL 2 3   | NÜR 1 2   | NÜR 2 13  | HUN 1 7  | HUN 2 6  | LEC 1 3   | LEC 2 13 | JER 1 4   | JER 2 5  | 3位  | 117      |

- 太字はポールポジション、斜字はファステストラップ。(key)

### フォーミュラ・ルノー2.0 NEC
| 年                | エントラント | 1        | 2        | 3        | 4     | 5     | 6     | 7     | 8     | 9     | 10      | 11        | 12      | 13      | 14      | 15    | 16    | 17    | DC   | ポイント |
| ----------------- | ------------ | -------- | -------- | -------- | ----- | ----- | ----- | ----- | ----- | ----- | ------- | --------- | ------- | ------- | ------- | ----- | ----- | ----- | ---- | -------- |
| 2013年 （英語版） | KTR          | HOC 1 32 | HOC 2 9  | HOC 3 23 | NÜR 1 | NÜR 2 | SIL 1 | SIL 2 | SPA 1 | SPA 2 | ASS 1   | ASS 2     | MST 1 8 | MST 2 9 | MST 3 2 | ZAN 1 | ZAN 2 | ZAN 3 | 22位 | 61       |
| 2014年 （英語版） | KTR          | MNZ 1 6  | MNZ 2 18 | SIL 1    | SIL 2 | HOC 1 | HOC 2 | HOC 3 | SPA 1 | SPA 2 | ASS 1 5 | ASS 2 Ret | MST 1 2 | MST 2 1 | MST 3 C | NÜR 1 | NÜR 2 | NÜR 3 | 17位 | 88       |

- 太字はポールポジション、斜字はファステストラップ。(key)

### FIA フォーミュラ3・ヨーロピアン選手権
| 年                | エントラント   | エンジン           | 1       | 2       | 3       | 4        | 5       | 6       | 7       | 8       | 9        | 10       | 11       | 12       | 13      | 14       | 15      | 16      | 17    | 18    | 19      | 20      | 21      | 22      | 23      | 24      | 25      | 26       | 27        | 28       | 29       | 30       | 31       | 32        | 33      | DC  | ポイント |
| ----------------- | -------------- | ------------------ | ------- | ------- | ------- | -------- | ------- | ------- | ------- | ------- | -------- | -------- | -------- | -------- | ------- | -------- | ------- | ------- | ----- | ----- | ------- | ------- | ------- | ------- | ------- | ------- | ------- | -------- | --------- | -------- | -------- | -------- | -------- | --------- | ------- | --- | -------- |
| 2015年 （英語版） | シグナチュール | フォルクスワーゲン | SIL 1 4 | SIL 2 6 | SIL 3 6 | HOC 1 13 | HOC 2 8 | HOC 3 9 | PAU 1 5 | PAU 2 7 | PAU 3 NC | MNZ 1 21 | MNZ 2 WD | MNZ 3 WD | SPA 1 3 | SPA 2 16 | SPA 3 9 | NOR 1 5 | NOR 2 | NOR 3 | ZAN 1 7 | ZAN 2 4 | ZAN 3 8 | RBR 1 7 | RBR 2 5 | RBR 3 8 | ALG 1 2 | ALG 2 12 | ALG 3 Ret | NÜR 1 12 | NÜR 2 14 | NÜR 3 11 | HOC 1 11 | HOC 2 Ret | HOC 3 2 | 7位 | 187      |

- 太字はポールポジション、斜字はファステストラップ。(key)

### マカオグランプリ
| 年                | チーム         | 車両                     | 予選 | 予選 レース | 決勝 レース |
| ----------------- | -------------- | ------------------------ | ---- | ----------- | ----------- |
| 2015年 （英語版） | シグナチュール | ダラーラ・F312（英語版） | 15位 | DNF         | 13位        |

### GP3シリーズ
| 年                | エントラント  | 1         | 2         | 3         | 4         | 5         | 6          | 7         | 8         | 9         | 10          | 11        | 12         | 13        | 14        | 15        | 16        | 17          | 18          | 順位 | ポイント |
| ----------------- | ------------- | --------- | --------- | --------- | --------- | --------- | ---------- | --------- | --------- | --------- | ----------- | --------- | ---------- | --------- | --------- | --------- | --------- | ----------- | ----------- | ---- | -------- |
| 2016年 （英語版） | ARTグランプリ | CAT FEA 6 | CAT SPR 1 | RBR FEA 2 | RBR SPR 2 | SIL FEA 1 | SIL SPR 14 | HUN FEA 7 | HUN SPR 1 | HOC FEA 4 | HOC SPR Ret | SPA FEA 9 | SPA SPR 10 | MNZ FEA 6 | MNZ SPR 2 | SEP FEA 1 | SEP SPR 8 | YMC FEA Ret | YMC SPR Ret | 2位  | 177      |

- 太字はポールポジション、斜字はファステストラップ。(key)

### FIA フォーミュラ2選手権
| 年     | エントラント  | 1         | 2          | 3         | 4          | 5         | 6         | 7           | 8           | 9           | 10        | 11         | 12         | 13        | 14        | 15         | 16        | 17         | 18        | 19         | 20          | 21        | 22        | 23         | 24        | DC   | ポイント |
| ------ | ------------- | --------- | ---------- | --------- | ---------- | --------- | --------- | ----------- | ----------- | ----------- | --------- | ---------- | ---------- | --------- | --------- | ---------- | --------- | ---------- | --------- | ---------- | ----------- | --------- | --------- | ---------- | --------- | ---- | -------- |
| 2017年 | ARTグランプリ | BHR FEA 6 | BHR SPR 7  | CAT FEA 5 | CAT SPR 8  | MON FEA 4 | MON SPR 6 | BAK FEA     | BAK SPR     | RBR FEA 5   | RBR SPR 2 | SIL FEA 18 | SIL SPR 10 | HUN FEA 8 | HUN SPR 7 | SPA FEA 12 | SPA SPR 8 | MNZ FEA 14 | MNZ SPR 8 | JER FEA 12 | JER SPR 9   | YMC FEA 7 | YMC SPR 2 |            |           | 10位 | 86       |
| 2018年 | DAMS          | BHR FEA 4 | BHR SPR 13 | BAK FEA 1 | BAK SPR 13 | CAT FEA 5 | CAT SPR 2 | MON FEA Ret | MON SPR Ret | LEC FEA Ret | LEC SPR 7 | RBR FEA 5  | RBR SPR 5  | SIL FEA 1 | SIL SPR 7 | HUN FEA 5  | HUN SPR 1 | SPA FEA 5  | SPA SPR 3 | MNZ FEA 3  | MNZ SPR Ret | SOC FEA 1 | SOC SPR 3 | YMC FEA 14 | YMC SPR 8 | 3位  | 212      |

- 太字はポールポジション、斜字はファステストラップ。(key)

### フォーミュラ1
| 年     | エントラント | シャシー | エンジン                              | 1       | 2       | 3       | 4        | 5        | 6        | 7       | 8      | 9        | 10      | 11       | 12       | 13      | 14     | 15     | 16      | 17      | 18      | 19       | 20        | 21        | 22      | 23     | 24     | WDC  | ポイント |
| ------ | ------------ | -------- | ------------------------------------- | ------- | ------- | ------- | -------- | -------- | -------- | ------- | ------ | -------- | ------- | -------- | -------- | ------- | ------ | ------ | ------- | ------- | ------- | -------- | --------- | --------- | ------- | ------ | ------ | ---- | -------- |
| 2019年 | トロ・ロッソ | STR14    | ホンダ RA619H 1.6 V6 t                | AUS 14  | BHR 9   | CHN 10  | AZE 11   | ESP 11   | MON 8    | CAN Ret | FRA 15 | AUT 15   | GBR 12  | GER 6    | HUN 10   |         |        |        |         |         |         |          |           |           |         |        |        | 8位  | 92       |
| 2019年 | レッドブル   | RB15     | ホンダ RA619H 1.6 V6 t                |         |         |         |          |          |          |         |        |          |         |          |          | BEL 5   | ITA 6  | SIN 6  | RUS 5   | JPN 4   | MEX 5   | USA 5    | BRA 14    | ABU 6     |         |        |        | 8位  | 92       |
| 2020年 | レッドブル   | RB16     | ホンダ RA620H 1.6 V6 t                | AUT 13† | STY 4   | HUN 5   | GBR 8    | 70A 5    | ESP 8    | BEL 6   | ITA 15 | TUS 3    | RUS 10  | EIF Ret  | POR 12   | EMI 15  | TUR 7  | BHR 3  | SKH 6   | ABU 4   |         |          |           |           |         |        |        | 7位  | 105      |
| 2022年 | ウィリアムズ | FW44     | メルセデス M13 E Performance 1.6 V6 t | BHR 13  | SAU 14† | AUS 10  | EMI 1118 | MIA 9    | ESP 18   | MON Ret | AZE 12 | CAN 13   | GBR Ret | AUT 1216 | FRA 13   | HUN 17  | BEL 10 | NED 12 | ITA WD  | SIN Ret | JPN Ret | USA 13   | MXC 12    | SÃO 15Ret | ABU 13  |        |        | 19位 | 4        |
| 2023年 | ウィリアムズ | FW45     | メルセデス M14 E Performance 1.6 V6 t | BHR 10  | SAU Ret | AUS Ret | AZE 129  | MIA 14   | MON 14   | ESP 16  | CAN 7  | AUT 1113 | GBR 8   | HUN 11   | BEL 1412 | NED 8   | ITA 7  | SIN 11 | JPN Ret | QAT 137 | USA 9   | MXC 9    | SÃO Ret15 | LVG 12    | ABU 14  |        |        | 13位 | 27       |
| 2024年 | ウィリアムズ | FW46     | メルセデス M15 E Performance 1.6 V6 t | BHR 15  | SAU 11  | AUS 11  | JPN Ret  | CHN 1217 | MIA 1813 | EMI Ret | MON 9  | CAN Ret  | ESP 18  | AUT 1517 | GBR 9    | HUN 14  | BEL 12 | NED 14 | ITA 9   | AZE 7   | SIN Ret | USA 1617 | MXC Ret   | SÃO DNS10 | LVG Ret | QAT 15 | ABU 11 | 16位 | 12       |
| 2025年 | ウィリアムズ | FW47     | メルセデス M16 E Performance 1.6 V6 t | AUS 5   | CHN 711 | JPN 9   | BHR 12   | SAU 9    | MIA 511  | EMI 5   | MON 9  | ESP Ret  | CAN Ret | AUT Ret  | GBR 8    | BEL 616 | HUN 15 | NED    | ITA     | AZE     | SIN     | USA      | MXC       | SÃO       | LVG     | QAT    | ABU    | 8位* | 54*      |

- 太字はポールポジション、斜字はファステストラップ。(key)
- † : リタイアだが、90%以上の距離を走行したため規定により完走扱い。
- 決勝順位右上の小数字はスプリントレースでの順位。
- * : 現状の今シーズン順位。

### ドイツ・ツーリングカー選手権
| 年     | チーム                              | 車両                         | 1       | 2       | 3       | 4        | 5       | 6       | 7         | 8       | 9       | 10       | 11        | 12      | 13      | 14      | 15    | 16    | 順位 | ポイント |
| ------ | ----------------------------------- | ---------------------------- | ------- | ------- | ------- | -------- | ------- | ------- | --------- | ------- | ------- | -------- | --------- | ------- | ------- | ------- | ----- | ----- | ---- | -------- |
| 2021年 | アルファタウリ・AFコルセ （英語版） | フェラーリ・488 GT3 Evo 2020 | MNZ 1 3 | MNZ 2 7 | LAU 1 5 | LAU 2 11 | ZOL 1 3 | ZOL 2 6 | NÜR 1 Ret | NÜR 2 1 | RBR 1 4 | RBR 2 17 | ASS 1 Ret | ASS 2 5 | HOC 1 2 | HOC 2 6 | NOR 1 | NOR 2 | 6位  | 130      |

- 太字はポールポジション、斜字はファステストラップ。(key)